# گلادن (آریزونا)
گلادن (به انگلیسی: Gladden) یک منطقهٔ مسکونی در ایالات متحده آمریکا است که در آریزونا واقع شده‌است. گلادن ۶۷۱ متر بالاتر از سطح دریا واقع شده‌است.